# ジョン・ミューア・トレイル

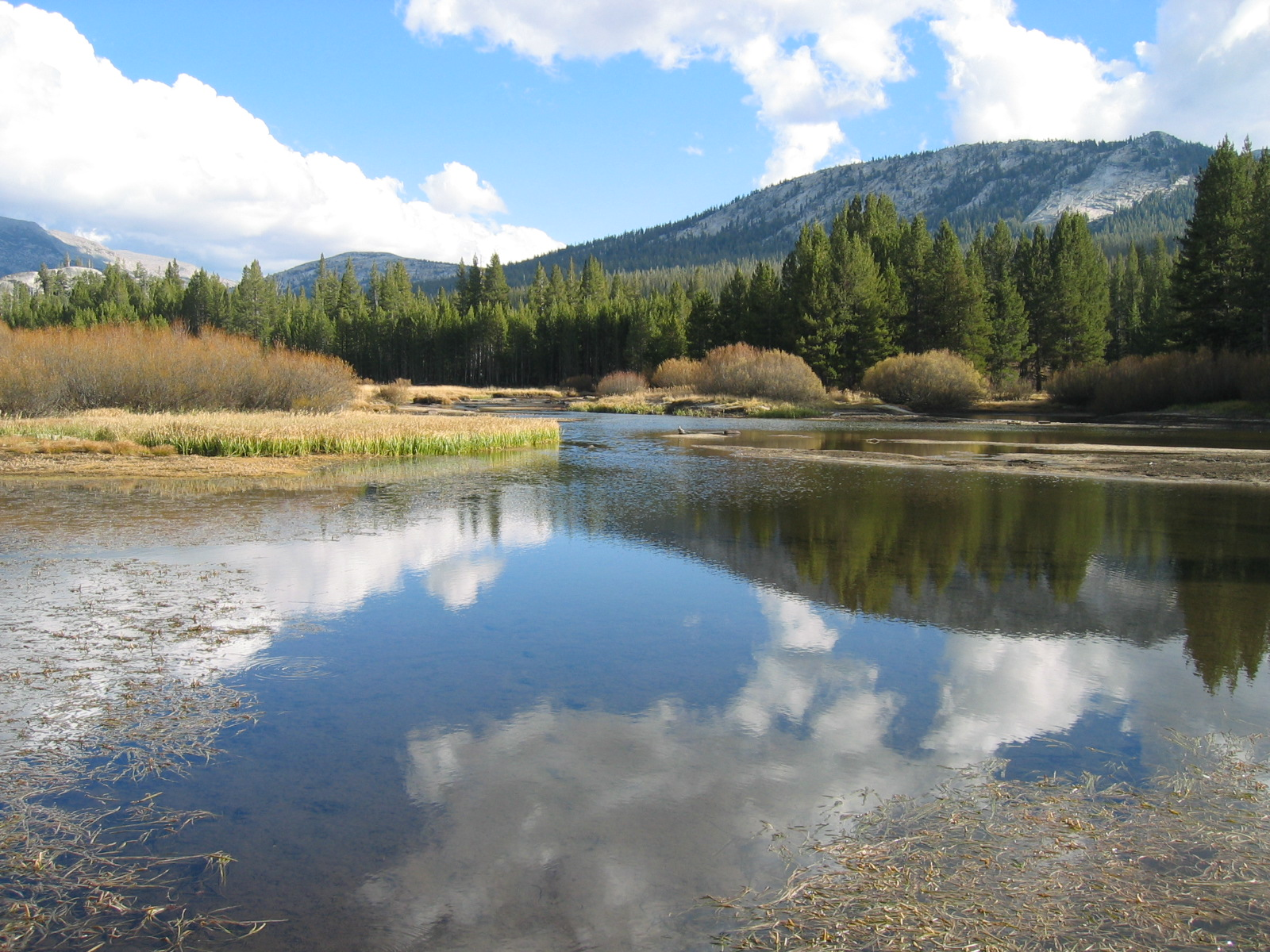
トゥオルミ・メドウズ (Tuolumne Meadows)

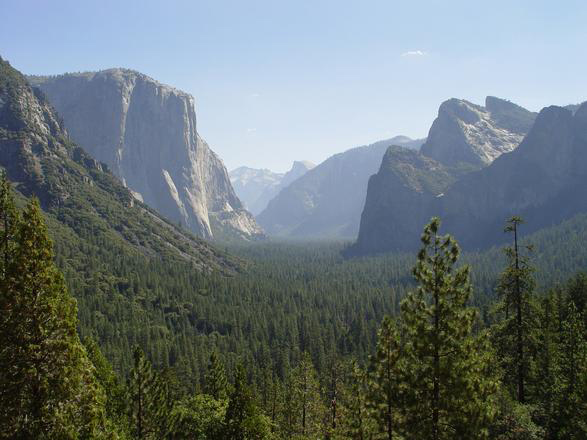
トレイルの出発点、ヨセミテ峡谷 (Yosemite Valley)。

ジョン・ミューア・トレイル（John Muir Trail）は、アメリカの長距離自然歩道。カリフォルニア州内を、ヨセミテ峡谷（ヨセミテ国立公園）からマウント・ホイットニーまで、340キロメートルにわたって縦走する。トレイルの大部分はパシフィック・クレスト・トレイル (Pacific Crest Trail) の一部になっている。アメリカにおける「自然保護の父」と呼ばれるナチュラリスト、ジョン・ミューアにちなんで命名されている。

## データ
- 総延長：343.9 km (213.7 mi) —— 踏破（thru hike）には約1ヶ月を要する。
- 始点/終点：ヨセミテ峡谷 (Happy Isles) / マウント・ホイットニー(Mt.Whitney)
- 利用形態：ハイキング、バックパッキング、乗馬旅行
- 最高地点：マウント・ホイットニー (4,421 m, 14,505 ft)
- 総獲得標高：14,000 m (47,000 ft)

## ルート
ジョン・ミューア・トレイルは、ハッピーアイルズを北端とし、カリフォルニア州を南下してホイットニー山山頂を北端とする。北端の登山口はハッピーアイルズであり、南端の登山口はホイットニー山に登る一般的な登山口であるホイットニー・ポータルである。ホイットニー山山頂からホイットニー・ポータルまでは、マウント・ホイットニー・トレイルを17.1 kmほど歩く必要がある。
ルートの大部分が沢沿いを通っている。。沢沿いを遡行し、稜線上の鞍部を通過して、反対側の沢沿いを下りる。沢の出合で次の沢の遡行に進み同様に繰り返す。そのため水場が豊富であり、フィッシング・パーミットを取得すればテンカラ釣りやフライフィッシングが楽しめる。反面、渡渉を頻繁に行う必要があり、6月から8月はとくに雪解け水により増水しやすく注意が必要である。
ジョン・ミューア・トレイルでは、いくつかの国立公園や国有林、ナショナル・モニュメントを通っている。それらを挙げると、ヨセミテ国立公園、キングズ・キャニオン国立公園 (en:Kings Canyon National Park)、デビルズ・ポウストパイル・ナショナル・モニュメント、セコイア国立公園 (en:Sequoia National Park)、インヨー国有林 (en:Inyo National Forest) であり、これらにはジョン・ミューア・ウィルダネスおよびアンセル・アダムズ・ウィルダネス (en:Ansel Adams Wilderness) が含まれている。

## 歴史
ミューアの死去（1915年）後、カリフォルニア州議会の承認を得て、1万ドルの予算ではじめられたトレイルの整備は、1938年、マザー峠(Mather Pass)周辺の整備によって完結した。